# 贡嘎乌头
贡嘎乌头（学名：Aconitum liljestrandii），为毛茛科乌头属下的一个植物种。